# الجامعة التونسية لكرة القدم المصغرة
الجامعة التونسية لكرة القدم المصغرة (بالفرنسية: Fédération tunisienne de Minifootball) هو اتحاد يهدف إلى ترويج كرة القدم المصغرة في تونس.
و تنشط الجامعة التونسية لكرة القدم المصغرة تحت الإتحاد الدولي لكرة القدم المصغرة. يتولى رئاسة الجامعة حمدي كشطان.

## مشاركات المنتخب
كأس العالم لكرة القدم المصغرة 2017 : المركز الخامس .
كأس إفريقيا لكرة القدم المصغرة 2018 : المركز الثالث .
كأس القارات لكرة القدم المصغرة 2019 : الوصيف .
كأس العالم لكرة القدم المصغرة 2019 : المركز الخامس عشر .

## ألقاب الأندية محليا
| الفريق                      | السوبرليغ                                       | كأس تونس        | كأس الجامعة |
| --------------------------- | ----------------------------------------------- | --------------- | ----------- |
| المستقبل الرياضي بالوردانين | -                                               | البطل 2016/2017 | -           |
| الاتحاد الرياضي بالحمامات   | البطل 2016/2017                                 | -               | -           |
| نادي كيريبيس                | -                                               | البطل 2017/2018 | -           |
| الجمعية الرياضية ترنجة      | البطل 2017/2018 البطل 2018/2019 البطل 2020/2021 | البطل 2019/2020 | -           |
| نادي كرة القدم بالعوينة     | -                                               | البطل 2021/2022 | البطل 2018  |
| النجم الرياضي بسليانة       | -                                               | البطل 2018/2019 | -           |
| الإتحاد الرياضي ببني خيار   | البطل 2019/2020                                 | البطل 2020/2021 | -           |
| رواد ميني فوت               | البطل 2021/2022                                 | -               | -           |
| نادي شباب العاصمة           | -                                               | -               | البطل 2022  |
| مجموع البطولات              | 6                                               | 6               | 2           |